# إردينغ
اردينغ (بالألمانية: Erding) هي بلدة ألمانية تقع في ألمانيا في منطقة إيردينغ. يقدر عدد سكانها بـ 33,519 نسمة .

## المدن التوأمة
مدينة باستيا هي مدينة توأمة لـاردينغ.

## أعلام
- ميشيلا هاس
- فيليكس شوتس
- سارا نورو
- فيليب بونيغ
- شتيفان ليكس